# Internet Broadway Database
Internet Broadway Database (IBDB) là kho cơ sở dữ liệu trực tuyến của các tác phẩm sân khấu Broadway và các cá nhân liên quan. Kho dữ liệu được hình thành và tạo ra bởi Karen Hauser vào năm 1996 và được vận hành bởi Bộ phận Nghiên cứu của The Broadway League, một hiệp hội thương mại của cộng đồng sân khấu thương mại Bắc Mỹ. Trang web ngoài ra còn phát triển ứng dụng đi kèm cho cả hai hệ điều hành iOS và Android.
Sứ mệnh của trang web là trở thành một kho dữ liệu dễ tương tác, gần gũi người dùng, dễ tìm kiếm cho các thành viên của The Broadway League, các nhà báo, nhà nghiên cứu cũng như những người hâm mộ Broadway. Trang mạng hiện được quản lý bởi Karen Hauser, Michael Abourizk, và Mark Smith của The Broadway League.